# 1452 Гуннія
1452 Гуннія (1452 Hunnia) — астероїд головного поясу, відкритий 26 лютого 1938 року.
Тіссеранів параметр щодо Юпітера — 3,141.